# Siège de Krujë (1467)
Pour les articles homonymes, voir Siège de Krujë.
Le troisième siège de Krujë (en albanais : Rrethimi i tretë i Krujës) par l'Empire ottoman a eu lieu à l'été 1467 à Krujë en Albanie.
La destruction de l'armée de Ballaban Pacha et le siège d'Elbasan lors du siège précédent de Krujë forcèrent Mehmed II à attaquer à nouveau Skanderbeg à l'été 1467, seulement deux mois après la victoire de ce dernier lors du siège précédent.
Mehmed envoya des troupes pour attaquer les possessions vénitiennes (en particulier Shkodër et Durrës, qui furent également assiégées et bombardées pendant une courte période) et les maintenir isolées. Il assiégea ensuite Krujë pendant quelques jours, mais réalisant qu'un assaut direct n'était pas pratique, il décida de battre en retraite.

## Contexte
Mehmed II avait probablement l'intention d'envoyer une flotte contre les Vénitiens en 1467, ciblant des régions comme la Morée ou l'Eubée. Il a donc lancé la construction de nouveaux navires pour soutenir cette entreprise. Cependant, la libération réussie de Krujë par Skanderbeg lors du deuxième siège, ainsi que la disparition de Ballaban Pacha et les lourdes pertes subies par les Ottomans, marquèrent un changement notable. Mehmed II fut contraint d'abandonner ses plans d'expédition navale et d'attaquer à nouveau Skanderbeg,.
Les nouvelles ultérieures de la nouvelle marche de Mehmed vers l"Albanie ont suscité des inquiétudes à Venise, notamment avec l'idée qu'il avait l'intention de capturer Durrës. La ville était d'une importance stratégique pour les Ottomans en tant que base pour les opérations contre la côte italienne.

## Campagne
Au printemps 1467, Mehmed II se lance dans une campagne militaire en Albanie, choisissant Berat comme point d'entrée, situé au sud des territoires sous le contrôle de Skanderbeg. Cette fois, Skanderbeg ne se retira pas immédiatement dans les montagnes, mais décida d'affronter l'armée ottomane pour donner à la population civile le temps de se retirer dans les montagnes .
Dans le récit historique, Tursun Beg relate l'engagement initial dans la vallée de Buzurshek près d'Elbasan, caractérisée par son terrain accidenté flanqué de montagnes imposantes. Face à la résistance des forces albanaises retranchées dans les positions élevées, les troupes anatoliennes avancèrent d'un bout du ravin tandis que les forces rouméliennes s'approchaient de l'autre. Sous le couvert de la nuit, les Anatoliens lancèrent un assaut surprise, entraînant la mort d'hommes adultes et l'esclavage de femmes, de filles et de garçons. Skanderbeg se retira alors tandis que le grand vizir ottoman Mahmud Pacha le poursuivait, mais Skanderbeg réussit à s'échapper dans les montagnes. Mahmud Pacha a passé quinze jours dans les montagnes à fouiller chaque recoin, mais Skanderbeg a réussi à s'échapper vers la côte.

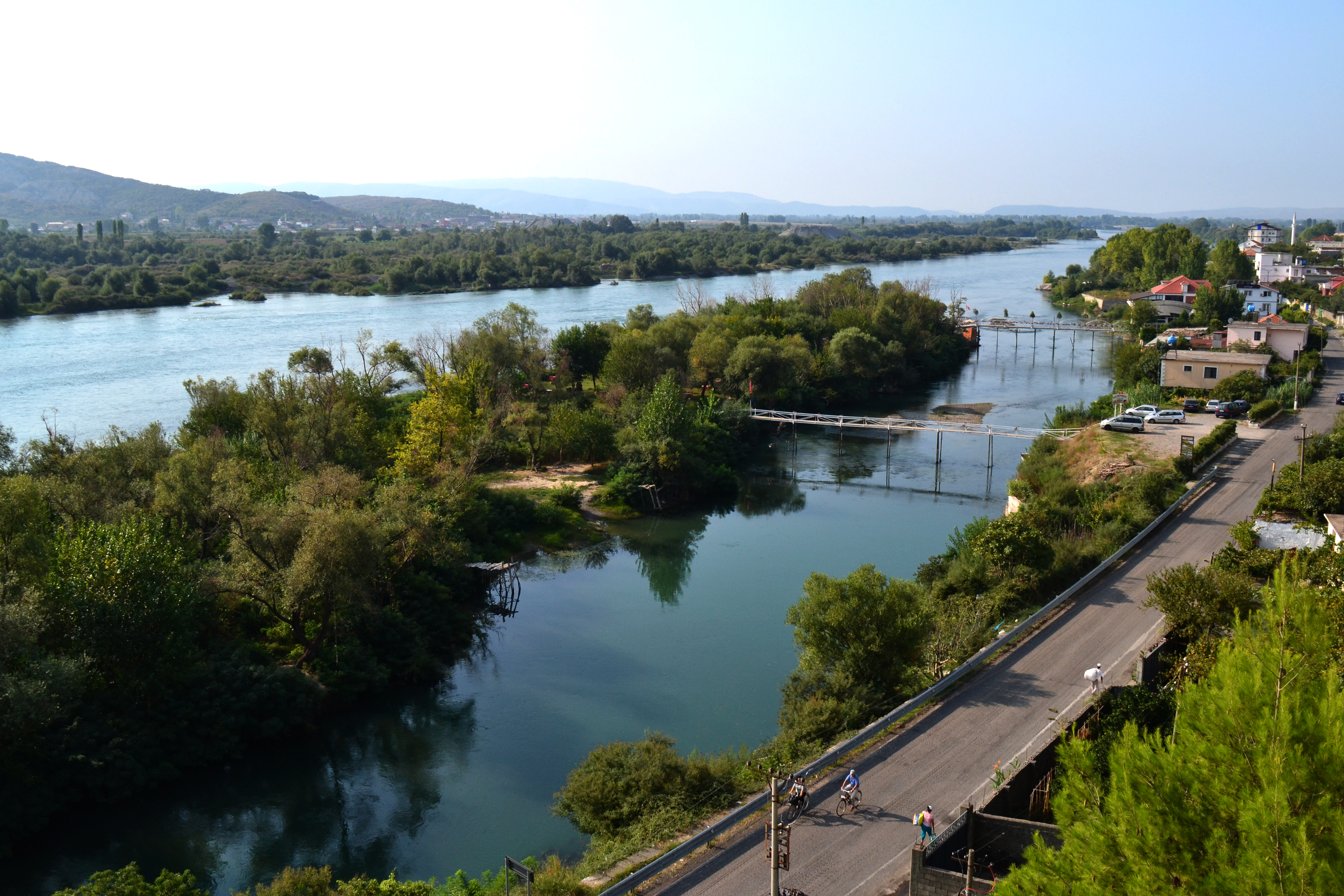
Rivière Buna près de Shkodër.

Par la suite, les Ottomans se dirigèrent vers le nord le long de la rivière Mat, s'emparant de places fortes stratégiques nichées dans le terrain montagneux. Comme le décrit Michael Critobulus, ils ont systématiquement traversé la région, affirmant leur contrôle sur les montagnes, les ravins, les ravins, les vallées, les défilés et autres éléments naturels, soumettant sans discrimination la population et dévastant le pays pendant une période de deux semaines. Depuis leur position le long de la rivière Mat, le sultan envoya Mahmud Pacha assiéger la forteresse vénitienne de Shkodër dans le nord de l'Albanie. Après avoir pillé les environs, Mahmud Pacha et ses forces traversèrent l'infranchissable rivière Buna, lançant des raids plus au nord,,.
Le 8 juillet, Skanderbeg écrivit une lettre au conseil vénitien depuis Shkodër, demandant de l'aide d'urgence. En réponse, on lui assura que les autorités vénitiennes avaient reçu pour instruction de lui apporter toute l’aide possible. En outre, un contingent de 1 000 fantassins et de 300 cavaliers a été rapidement mobilisé et envoyé dans les zones menacées.
À cette époque, des rapports avaient fait surface selon lesquels Mehmed et sa vaste armée avaient campé près de la rivière Erzen, à huit kilomètres au nord de Durrës. La ville, bien que bien approvisionnée, avait été abandonnée par ses habitants. Un grand nombre de réfugiés sont arrivés à Brindisi pour échapper aux représailles ottomanes. Cet afflux a suscité des inquiétudes quant à d’éventuelles épidémies dans les Pouilles. Durrës était presque déserte, les habitants des villages voisins cherchant refuge dans les montagnes. Les troupes ottomanes feignirent de battre en retraite uniquement pour tendre une embuscade aux paysans et aux bergers qui revenaient, les soumettant au massacre ou à l'esclavage. Même les cloches d'église en bronze ont été retirées et emportées pour empêcher leur utilisation dans la fabrication de canons ottomans,. Des rapports inquiétants sont parvenus en Occident, détaillant l'exode massif vers les montagnes et le sort brutal qui attendait ceux qui étaient capturés par l'ennemi.
Le sultan avait déployé une force de 12 000 cavaliers dans les environs du port. Toutefois, selon les rapports reçus par la Seigneurie, il semble que la tentative d'assaut sur Durrës et ses environs ait échoué. La cavalerie ottomane rencontra une résistance farouche de la part des troupes retranchées dans les murs de la ville, empêchant sa capture. En conséquence, les cavaliers ont redirigé leurs efforts vers Krujë.
Cependant, il semble que les Ottomans se soient retirés vers l'est sans réussir à capturer Krujë. Réalisant qu'ils ne pouvaient pas s'en emparer par la force, Mehmed choisit de revenir et laissa certaines de ses troupes maintenir le blocus et le siège.

## Conséquences
La deuxième campagne de Mehmed II contre l'Albanie s'est terminée au milieu ou à la fin de l'été sans atteindre ses objectifs, car l'implication du sultan était hésitante et sporadique. Krujë, bien que n'étant plus sous le contrôle de Skanderbeg, restait imprenable. Skanderbeg confia sa défense à une garnison vénitienne alors qu'il cherchait refuge à Lezhë.
Alors que la campagne s’est terminée sans succès, les Albanais ont poussé un soupir de soulagement collectif, et ceux qui avaient fui ou avaient été déplacés sont progressivement retournés chez eux.

## Sources
- (de) Oliver Jens Schmitt, Skanderbeg: der neue Alexander auf dem Balkan, Regensburg, Verlag Friedrich Pustet, 2009 (ISBN 978-3-7917-2229-0, lire en ligne)
- Theoharis Stavrides, The Sultan of Vezirs: The Life and Times of the Ottoman Grand Vezir Mahmud Pasha Angelović (1453-1474), Leiden, Brill, 2001 (ISBN 978-90-04-12106-5, lire en ligne)
- Franz Babinger, Mehmed the Conqueror and His Time, Princeton, New Jersey, Princeton University Press, 1978 (ISBN 978-0-691-01078-6, lire en ligne)
- Colin Imber (en), The Ottoman Empire, Istanbul, The Isis Press, 1990 (ISBN 975-428-015-0, lire en ligne)
- Marin Barleti, The Siege of Shkodra: Albania's Courageous Stand Against Ottoman Conquest, 1478, Tirana, Onufri, 2012 (ISBN 978-99956-87-77-9, lire en ligne)